# Ulveredssjön
Ulveredssjön är en sjö i Laholms kommun i Halland och ingår i Genevadsåns huvudavrinningsområde. Sjön har en area på 0,0848 kvadratkilometer och ligger 148,2 meter över havet.

## Delavrinningsområde
Ulveredssjön ingår i det delavrinningsområde (628478-134169) som SMHI kallar för Ovan 628007-134054. Medelhöjden är 160 meter över havet och ytan är 24,07 kvadratkilometer. Det finns inga avrinningsområden uppströms utan avrinningsområdet är högsta punkten. Avrinningsområdets utflöde Genevadån (Brostorpaån) mynnar i havet. Avrinningsområdet består mestadels av skog (25 %) och sankmarker (67 %). Avrinningsområdet har 0,08 kvadratkilometer vattenytor vilket ger det en sjöprocent på 0,3 %.